# Paulo Sérgio Gralak
Paulo Sérgio Gralak (ur. 18 września 1969 w Reboucas) – brazylijski piłkarz pochodzenia polskiego występujący na pozycji obrońcy. Posiada również obywatelstwo włoskie.

## Kariera
Gralak karierę rozpoczął w 1988 roku w amatorskim zespole Vila Fanny FC. W 1989 roku został zawodnikiem EC Pinheiros, grającego w Série B. Pod koniec tamtego roku Pinheiros połączył się z Colorado EC, tworząc zespół Paraná Clube, w którym następnie występował Gralak. W 1990 roku awansował z nim z Série C do Série B, a w 1992 roku do Série A. W lidze tej zadebiutował 4 września 1993 w przegranym 1:3 meczu z Amériką Mineiro i strzelił wówczas gola.
W 1994 roku odszedł do SC Corinthians Paulista z Série B. W następnym roku został graczem Coritiby, także występującej w Série B. W tym samym roku awansował z nią do Série A. W sezonie 1996 barwy Coritiby reprezentował w mistrzostwach Campeonato Paranaense, a przed rozpoczęciem rozgrywek Série A, odszedł do francuskiego Girondins Bordeaux. W Division 1 zadebiutował 17 sierpnia 1996 w zremisowanym 1:1 meczu z FC Metz, a 13 listopada 1996 w wygranym 4:3 spotkaniu z RC Lens strzelił swojego jedynego gola w lidze francuskiej. W sezonach 1996/1997 oraz 1997/1998 dotarł z zespołem do finału Pucharu Ligi Francuskiej.
W 1998 roku przeszedł do tureckiego İstanbulsporu. Swój pierwszy mecz w Süper Lig rozegrał 8 sierpnia 1998 przeciwko Adanasporowi (1:0). W barwach İstanbulsporu rozegrał trzy ligowe spotkania, a po sezonie 1998/1999 odszedł z klubu. W 2000 roku wrócił do Coritiby, w której barwach w tym samym roku zakończył karierę.

## Statystyki
| Rozgrywki  | Poziom | Kraj     | Mecze | Bramki |
| ---------- | ------ | -------- | ----- | ------ |
| Série A    | I      | Brazylia | 15    | 4      |
| Division 1 | I      | Francja  | 61    | 1      |
| Süper Lig  | I      | Turcja   | 3     | 0      |